# 't Koelleëve
Het mijnmonument 't Koelleëve is een gedenkmonument in Eygelshoven in de Nederlandse gemeente Kerkrade. Het monument staat op de rotonde waarop de Waubacherweg en de Rimburgerweg uitkomen, ten noorden van de spoorlijn Sittard - Herzogenrath. Op ongeveer 375 meter naar het zuidoosten staat een ander mijnmonument, het Sint-Barbarabeeld.

## Geschiedenis
Met de ontginning van de steenkolenlagen van het Zuid-Limburgs steenkoolbekken werden er van heinde en ver mensen aangetrokken om te werken in de steenkolenmijnen die verspreid over Limburg gehuisvest werden. De mijnwerkers van de kolenmijnen Laura en Julia woonden veelal in Eygelshoven en omgeving.
Op 1 juli 2022 werd het mijnmonument onthuld. Het monument werd opgericht om de herinnering aan de steenkoolmijnen Laura en Julia levend te houden.

## Kunstwerk
Het kunstwerk verwijst naar het mijnverleden van het dorp met de kolenmijnen Laura en Julia. Het heeft twee gebogen delen die van elkaar gescheiden zijn, hetgeen symbool staat voor de twee mijnen met de doorkruisende Feldbissbreuk. Tussen deze delen is met een cortenstalen plaat een verbinding gevormd, symbool voor de liftkooi. De segmenten zijn uitgevoerd in baksteen en hebben een van reliëf voorziene buitenzijde en binnenzijde. De buitenzijde stelt voor:
- Architectuur van de kolenmijn Julia met mijnschacht 1.
- Een schachtblok bovenaan met architectuur van de mijn Julia.

De binnenzijde stelt voor:
- Koempels die steenkolen delven, met zwarte achtergrond.
- Het verhaal van het leven thuis met een woning met tuin in de mijnkolonie, kleurrijk uitgevoerd.